# Chinjong

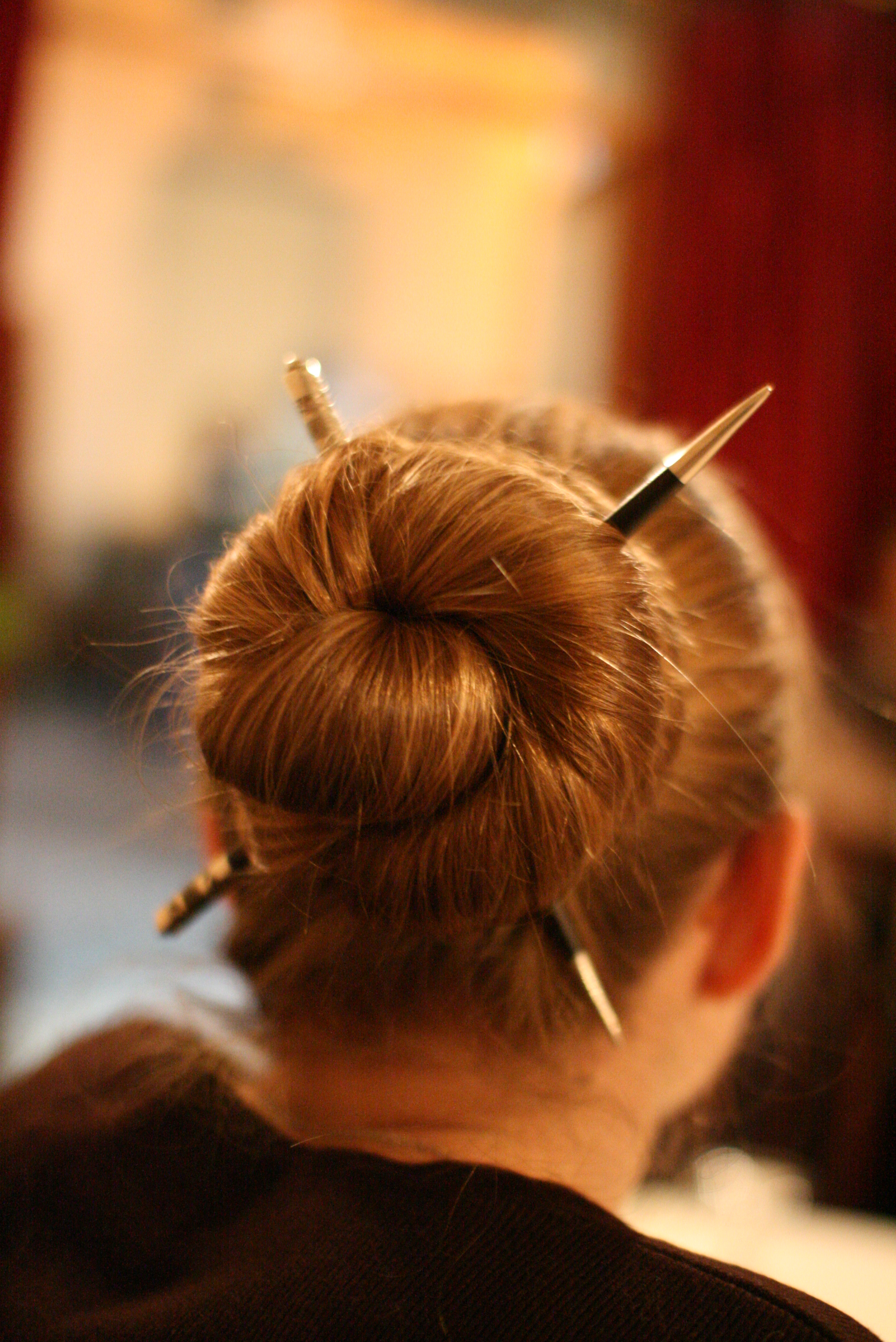
Ett exempel på en chinjong – här med pennor istället för hårnät.

Chinjong (uttal: [ʃin'jɔŋ], ) är en klassisk frisyr som görs på långa hår. Hela håret sätts upp och samlas i en enda stor loop. En chinjong kan placeras nere i nacken, eller högre upp på bakhuvudet, vilket då kallas gyllene snittet.  
För att göra en chinjong börjar man med att sätta en hästsvans en bit nedanför positionen man vill ha chinjongen på.  
Ordet kommer från franska chignon ('hårknut'). Frisyren är känd från den grekiska antiken där den användes av både kvinnor och män. Chinjongen blev populär på 1850-talet, parallellt med krinolinen; då byggde man stora konstruktioner med löshår. Den kom på modet igen under andra världskriget och har sedan dess varit av och till varit populär – senast på 1960-talet (då lanserad av Coco Chanel). 